# Аквапорин-2
Аквапорин-2 (англ. Aquaporin 2) – білок, який кодується геном AQP2, розташованим у людей на короткому плечі 12-ї хромосоми. Довжина поліпептидного ланцюга білка становить 271 амінокислот, а молекулярна маса — 28 837.
| 10         |  | 20         |  | 30         |  | 40         |  | 50         |
| ---------- |  | ---------- |  | ---------- |  | ---------- |  | ---------- |
| MWELRSIAFS |  | RAVFAEFLAT |  | LLFVFFGLGS |  | ALNWPQALPS |  | VLQIAMAFGL |
| GIGTLVQALG |  | HISGAHINPA |  | VTVACLVGCH |  | VSVLRAAFYV |  | AAQLLGAVAG |
| AALLHEITPA |  | DIRGDLAVNA |  | LSNSTTAGQA |  | VTVELFLTLQ |  | LVLCIFASTD |
| ERRGENPGTP |  | ALSIGFSVAL |  | GHLLGIHYTG |  | CSMNPARSLA |  | PAVVTGKFDD |
| HWVFWIGPLV |  | GAILGSLLYN |  | YVLFPPAKSL |  | SERLAVLKGL |  | EPDTDWEERE |
| VRRRQSVELH |  | SPQSLPRGTK |  | A          |  |            |  |            |

A: Аланін

C: Цистеїн

D: Аспарагінова кислота

E: Глутамінова кислота

F: Фенілаланін

G: Гліцин

H: Гістидин

I: Ізолейцин

K: Лізин

L: Лейцин

M: Метіонін

N: Аспарагін

P: Пролін

Q: Глутамін

R: Аргінін

S: Серин

T: Треонін

V: Валін

W: Триптофан

Кодований геном білок за функцією належить до фосфопротеїнів. 
Задіяний у такому біологічному процесі, як транспорт. 
Локалізований у клітинній мембрані, мембрані, цитоплазматичних везикулах, апараті гольджі.